# Pinienzapfen (Architektur)

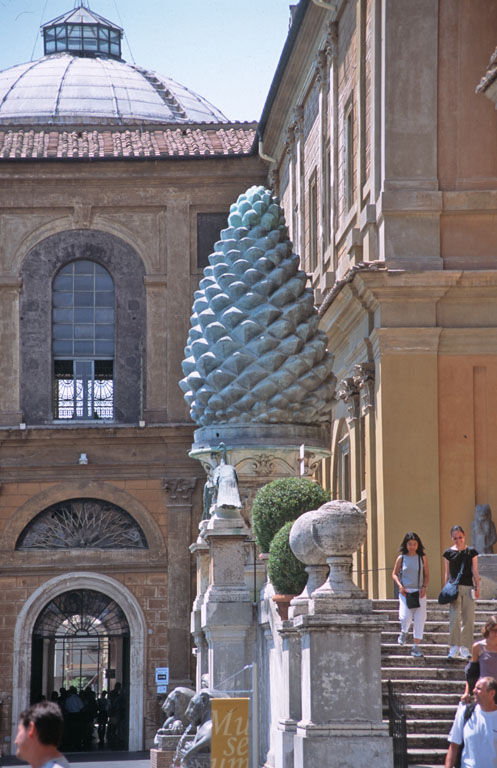
Der Pinienzapfen im Cortile della Pigna in den Vatikanischen Museen

Pinienzapfen ist die archäologisch-kunsthistorische Bezeichnung für den Typus eines Ornaments, das in der stilisierten Gestalt der Frucht einer Pinie auftritt.

## Bedeutung

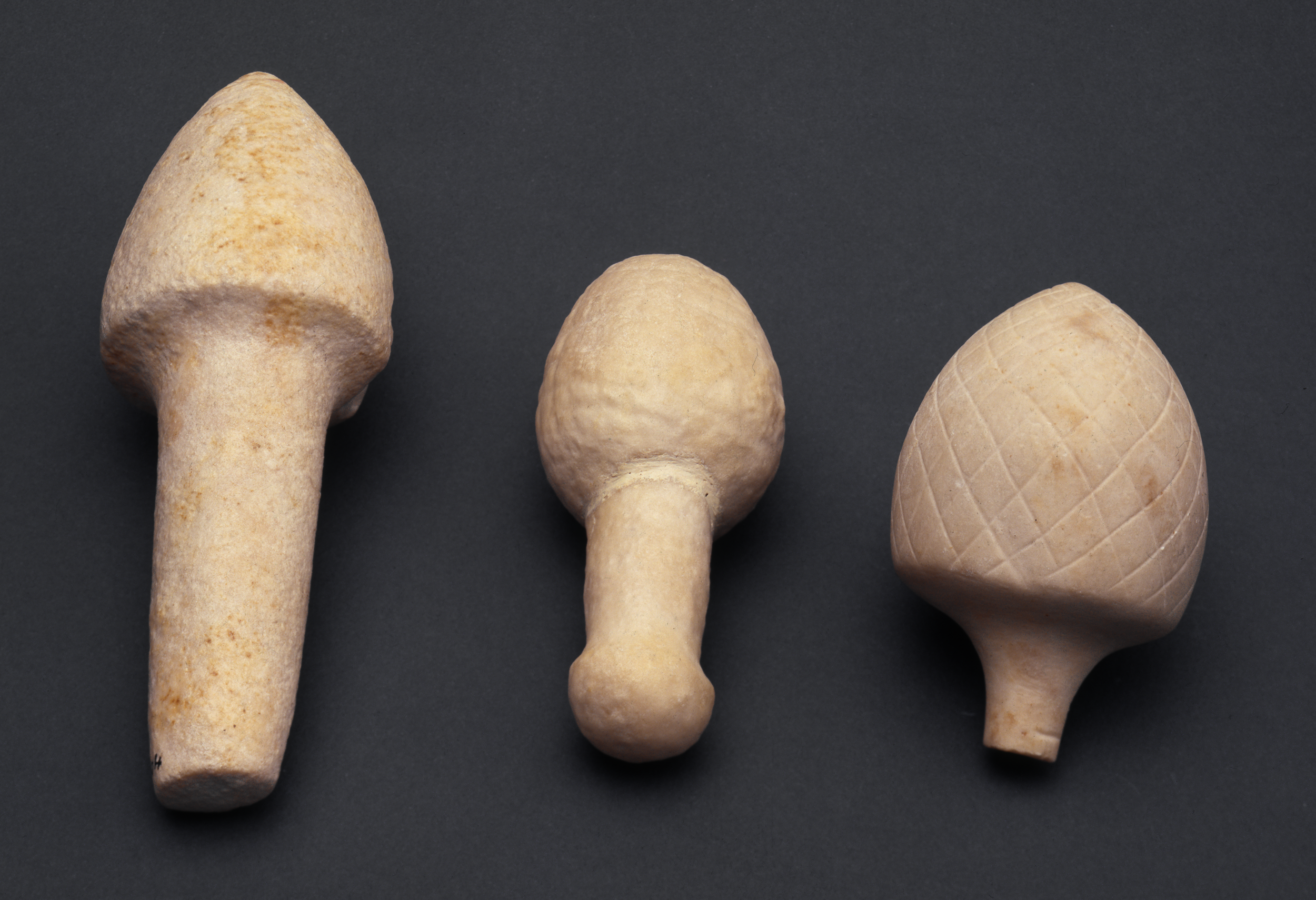
Pinienzapfenidol Portugal

In der Antike war der Pinienzapfen ein Fruchtbarkeitssymbol. Im Christentum gilt die Pinie als Baum des Lebens und ihre Blütenzapfen werden als Symbole der Auferstehung und der Unsterblichkeit angesehen. Diese Symbolik wurde aus den antiken Kulten der Isis, des Dionysos sowie der Kybele übernommen.

## Verbreitung
Bereits die Römer schmückten in den mitteleuropäischen Provinzen ihre Pfeilergräber mit Pinienzapfen. Ein riesiger, 2,5 Meter großer, ehemals vergoldeter bronzener Pinienzapfen, wohl als Körper eines Monumentalbrunnens geschaffen, befindet sich heute im Cortile della Pigna im Vatikan. Nach ihm ist das Stadtviertel Pigna in Rom benannt.
Mit dem Christentum verbreitete sich der Pinienzapfen in Europa und wurde auch bei Profanbauten als Dekorelement eingesetzt.
Dante erwähnt diesen Pinienzapfen im einunddreissigsten Gesang der Hölle in seinem Werk Die göttliche Komödie. Er verwendet den Zapfen dort als Maßstab für das Gesicht des Giganten Nimrod.

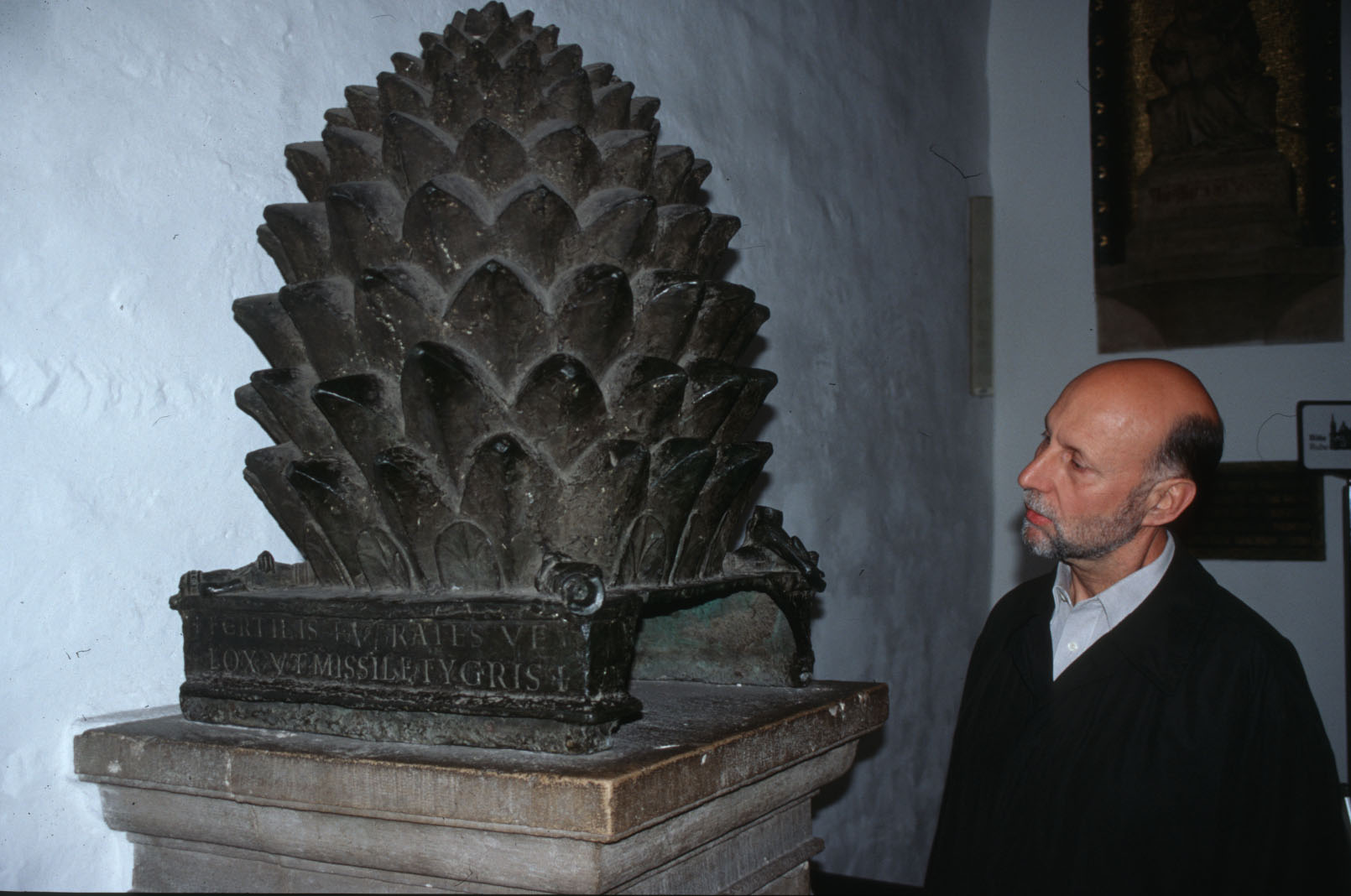
Stilisierter Pinienzapfen in der Vorhalle des Aachener Doms

Ein bedeutendes Zeugnis nordalpiner Antikenrezeption ist der Pinienzapfen im Aachener Dom, dessen umstrittene Datierung vom 3. bis ins 10. Jahrhundert reicht.

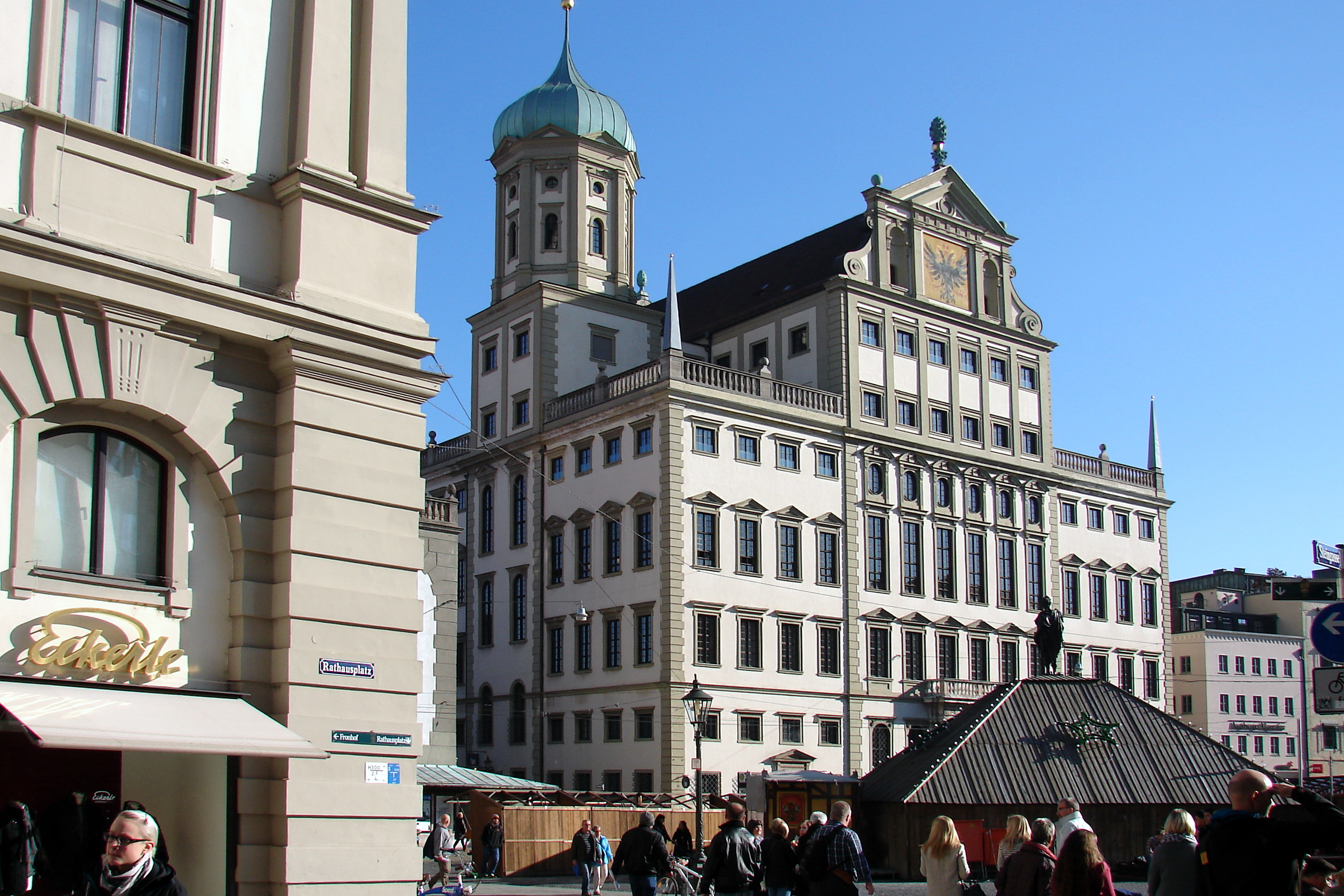
Pinienzapfen auf dem Schaugiebel des Augsburger Rathauses (17. Jahrhundert)